# Edward Follansbee Noyes
Edward Follansbee Noyes, 3 octobre 1832 - 4 septembre 1890, est un homme politique américain de l'Ohio, membre du Parti républicain, 30e gouverneur de l'Ohio.

## Biographie
Né à Haverhill (Massachusetts), Noyes est orphelin à l'âge de trois ans et élevé dans le New Hampshire par son grand-père et un tuteur. À l'âge de 13 ans, il est apprenti chez l'imprimeur du The Morning Star, journal religieux publié à Dover (New Hampshire). Il reste apprenti pendant plus de quatre ans jusqu'à ce qu'il démissionne pour entrer dans une académie à Kingston (New Hampshire). Il est diplômé du Dartmouth College en 1857 (4e dans une classe de 57 étudiants) puis s'installe à Cincinnati dans l'Ohio et fréquente l'école de droit de l'université de Cincinnati (en).
Noyes sert dans l'armée de l'Union durant la guerre civile. Il aide à l'organisation du 39e régiment d'infanterie de l'Ohio (en) et en est récompensé par sa nomination comme premier major le 27 juillet 1861. Pendant quelques mois, il est colonel du régiment. Il est gravement blessé à la cheville lors d'une escarmouche au Moulin de Ruff le 4 juillet 1864 pendant la campagne d'Atlanta et en conséquence doit être amputé de la jambe gauche. Trois mois plus tard, le Major General Joseph Hooker affecte Noyes, toujours convalescent et qui utilise des béquilles, au commandement du camp Dennison (en) près de Cincinnati, et le nomme brigadier général. Noyes commande le poste jusqu'au 22 avril 1865 quand il démissionne pour devenir avocat en ville.
Il est élu en octobre 1866 probate judge du comté de Hamilton.
Il est élu au poste de gouverneur en 1871, battant un autre ancien officier de l'armée de l'Union, le colonel George Wythe McCook (en) de plus de vingt mille voix. Il occupe un mandat de deux ans entre 1872 à 1874, renforçant les lois d'inspection des mines de charbon et faisant la promotion de la conservation du poisson. Il perd sa réélection en 1873 par 817 votes, 50,1 % - 49,9 %.
En 1874, il est nommé commissaire de l'Ohio pour l'exposition du centenaire à Philadelphie
Il est plus tard nommé Ambassadeur des États-Unis en France de 1877 à 1881 par le président Rutherford B. Hayes, récompense de mécénat pour son ferme soutien à son compagnon d'armes Buckeye pendant la campagne présidentielle de Hayes.
Il est enterré au Spring Grove Cemetery (en) à Cincinnati.
Noyes épouse Margaret W. Proctor à Kingston, New Hampshire en février 1863 alors qu'il est en permission.

## Source de la traduction
- (en) Cet article est partiellement ou en totalité issu de l’article de Wikipédia en anglais intitulé « Edward Follansbee Noyes » (voir la liste des auteurs).